# Calesia satellitia
Calesia satellitia là một loài bướm đêm trong họ Erebidae.